# Alelopatía
La alelopatía es un fenómeno biológico por el cual un organismo produce uno o más compuestos bioquímicos que influyen en el crecimiento, supervivencia o reproducción de otros organismos. Estos compuestos son conocidos como aleloquímicos y pueden conllevar a efectos beneficiosos (alelopatía positiva) o efectos perjudiciales (alelopatía negativa) a los organismos receptores.
Los monoterpenos son los principales componentes de los aceites esenciales de los vegetales y son los terpenoides inhibidores de crecimiento más abundantes que han sido identificados en las plantas superiores. Son conocidos por su potencial alelopático contra malezas y plantas de cultivo. Entre los más frecuentes con actividad alelopática se pueden citar el alcanfor, a y b pineno, 1,8-cineol, y dipenteno. Dentro de las plantas que los producen podemos citar los géneros Salvia spp, Amaranthus, Eucalyptus, Artemisia, y Pinus.

## Generalidades
En las comunidades bióticas, muchas especies se regulan unas a otras por medio de la producción y liberación de repelentes, atrayentes, estimulantes e inhibidores químicos. La alelopatía se ocupa de las interacciones químicas planta - planta (alelopatías) y planta - organismo (aleloquimias), ya sean estas perjudiciales o benéficas.
La alelopatía es pues, el fenómeno que implica la inhibición directa de una especie por otra ya sea vegetal o animal, usando sustancias tóxicas o disuasivas. La agricultura biológica hace buen uso de todo esto para proteger los cultivos del ataque de algunos insectos-plagas mediante la intercalación de plantas aromáticas dentro del cultivo. Por ejemplo al intercalar ruda en los cultivos de papa.
Estas relaciones se hacen especialmente importantes a medida que las plantas adultas sintetizan esencias y aromas característicos. El frijol verde y la fresa, por ejemplo, prosperan más cuando son cultivados juntos, que cuando se cultivan separadamente. La lechuga sembrada con espinacas se hace más jugosa cuando se siembra en una proporción de 4 a 1. 
Algunas plantas segregan unas sustancias tóxicas que no permiten ser cultivadas en asociación, un ejemplo de éstas es el ajenjo cuyas raíces son tóxicas; sin embargo estas mismas sustancias controlan pulgas y babosas cuando se utilizan en forma de té; también alejan los escarabajos y gorgojos de los granos almacenados. El hinojo, el eneldo y el anís rechazan insectos del suelo.
Como los anteriores ejemplos, existen un sinnúmero de plantas de gran valor por sus propiedades alelopáticas. A continuación ampliaremos algunos aspectos de importancia para todos aquellos que tienen que ver con el sector agropecuario.
El efecto alelopático de una planta sobre otro organismo no es total para bien o para mal, sino que está regido por manifestaciones de mayor o menor grado según sean las características de los organismos involucrados. Sin embargo, el potencial de productos naturales que pueden ser usados por sus propiedades biológicas particulares como herbicidas, plaguicidas, antibióticos, inhibidores o estimulantes de crecimiento, etc., es prácticamente inagotable.
El estudio de las interacciones químicas entre las principales especies de un agro ecosistema y del impacto de los alelo químicos en la dinámica y en la producción de los mismos, debe conducir hacia metas ecológicas y hacia la búsqueda de mayor información que permitan aprovechar dicho potencial.
Estos productos naturales tiene múltiples efectos como se señaló en la definición, efectos que van desde la inhibición o estimulación de los procesos de crecimiento de las plantas vecinas, hasta la inhibición de la germinación de semillas, o bien evitan la acción de insectos y animales comedores de hojas, así como los efectos dañinos de bacterias, hongos y virus. Así, los productos naturales conforman una parte muy importante de los sistemas de defensa de las plantas con la ventaja de ser biodegradables.
Numerosas investigaciones científicas han demostrado que los productos cultivados con el sistema orgánico, tienen más materia seca y por lo tanto más valor nutritivo por kilogramo de peso. Por ejemplo, una coliflor pequeña tiene menos agua y posee mayor valor nutritivo y mayor capacidad de conservación que una grande de cultivación química que contiene más agua.
Los alimentos cultivados con productos químicos, además de disminuir la calidad de los productos para el consumidor, resultan también dañinos en su estructura biológica, molecular y química, pues algunos minerales aumentan mientras que los más indispensables disminuyen, creándose un desequilibrio.

## Tipos de control alelopático
El control biológico con plantas se ha utilizado desde hace mucho tiempo y su funcionamiento se basa en repeler y atraer insectos, gusanos y agentes vectores de enfermedades. Las plantas que se usan para estos fines son las hortalizas, las hierbas aromáticas, plantas medicinales y las mal llamadas “malezas”. 
En la asociación de cultivos por principios alelopáticos, los tipos de control que frecuentemente se usan en alelopatía, se hacen con plantas acompañantes, con plantas repelentes o con cultivos trampa.

### Plantas acompañantes
El término plantas acompañantes se refiere al uso de plantas por medio de las cuales los cultivos se encuentran en combinación exitosa con otras plantas, para proporcionarles un beneficio mutuo, incluyendo el hecho de proporcionar una esencia aromática a la atmósfera cuando están sembradas entre los vegetales y en menor proporción cuando están en los bordes o al final de los surcos. 
Por ejemplo, la ortiga (Urtica urens L.) sembrada cerca de cualquier planta aromática le aumenta la pungencia y el aroma; específicamente, al lado de la yerbabuena le incrementa el doble la cantidad de aceite esencial; la achillea, milenrama o colchón de pobre (Achillea millefolium) también incrementa la calidad aromática de todas las hierbas que crecen junto a ellas.[cita requerida]
Otra forma en que las hierbas pueden ayudar a contribuir y a mantener buenos huertos es controlando orgánica y biológicamente tanto enfermedades como insectos plaga ya que la prevención es más eficaz que la cura.
No solamente plantas individuales, sino todo el cultivo puede llegar a enfermar a través de prácticas de monocultivo, pues la naturaleza por sí misma nunca produce una sola clase de plantas en un área, por esto, este tipo de práctica no es recomendable. 
Usualmente, la mayor variación es mejor si en general se desarrolla un paisaje de jardín, en donde si todas crecen juntas se proporcionan un mutuo beneficio. Las razones de estos beneficios mutuos son la exudación de raíces, hojas y flores o residuos de plantas, cuyas emanaciones son absorbidas de una planta a otra por conexiones que mediante equilibrio natural se establecen, pero que el hombre sin querer ha perturbado.

### Plantas repelentes
Las plantas repelentes son plantas de aroma fuerte para mantener alejados los insectos de los cultivos. Este tipo de plantas protegen los cultivos hasta 10 metros de distancia, algunas repelen un insecto específico y otras varias plagas. 
Generalmente, las plantas repelentes se siembran bordeando los extremos de cada surco del cultivo o alrededor del cultivo para ejercer una barrera protectora. Desde tiempos remotos gran variedad de hierbas aromáticas se han plantado en los bordes o en pequeñas áreas de los cultivos de vegetales, conociéndose los beneficios que brindan a la mayoría de las plantas. 
La única excepción a la regla es el hinojo (Foeniculum vulgare), el cual genera efectos adversos en muchas plantas. Todas las plantas aromáticas ejercen una influencia sobre sus plantas vecinas. Es importante notar que en su mayoría, las plantas acompañantes además de crear un beneficio mutuo, también ejercen una acción repelente. 

### Plantas trampa
El último tipo de control alelopático es el empleo de cultivos trampa, en donde algunos agricultores acostumbran usar plantas que son altamente atractivas para los insectos y los desvían de los cultivos principales hacia ella. Estas plantas pueden ser sembradas alrededor de los surcos o entre ellos de modo que las plagas que allí se junten puedan ser atrapadas y eliminadas fácilmente. Los cultivos trampa pueden servir como lugares de reproducción para parásitos y depredadores de las plagas.